# Női 4 × 5 km-es sífutóváltó a 2002. évi téli olimpiai játékokon
A 2002. évi téli olimpiai játékokon a sífutás női 4 × 5 km km-es váltó versenyszámát február 21-én rendezték a Soldier Hollow síközpontban. Az aranyérmet a német csapat nyerte meg. A versenyszámban nem vett részt magyar csapat.

## Végeredmény
A csapatok első és második tagja klasszikus stílusban, a harmadik és negyedik tagja szabad stílusban teljesítette a távot. Az időeredmények másodpercben értendők.
| Helyezés | Csapat                                                                                                   | Idő                                     |
| -------- | --- | --------------------------------------- |
| Arany    | Németország (GER) · Manuela Henkel · Viola Bauer · Claudia Künzel-Nystad · Evi Sachenbacher-Stehle       | 49:30,6 13:01,8 12:58,0 11:47,7 11:43,1 |
| Ezüst    | Norvégia (NOR) · Marit Bjørgen · Bente Skari · Hilde Gjermundshaug Pedersen · Anita Moen                 | 49:31,9 13:15,9 12:41,2 11:41,0 11:53,8 |
| Bronz    | Svájc (SUI) · Andrea Huber · Laurence Rochat · Brigitte Albrecht Loretan · Natascia Leonardi Cortesi     | 50:03,6 13:08,2 13:02,7 11:43,3 12:09,4 |
| 4.       | Csehország (CZE) · Helena Balatková-Erbenová · Kamila Rajdlová · Kateřina Neumannová · Kateřina Hanušová | 50:35,2 13:33,6 13:24,6 11:26,4 12:10,6 |
| 5.       | Fehéroroszország (BLR) · Alena Kaluhina · Szvjatlana Nahejkina · Vera Zjatikova · Natallja Zjatikova     | 50:37,9 13:45,1 12:47,9 12:11,1 11:53,8 |
| 6.       | Olaszország (ITA) · Marianna Longa · Gabriella Paruzzi · Sabina Valbusa · Stefania Belmondo              | 50:38,6 14:14,2 13:13,2 11:41,3 11:29,9 |
| 7.       | Finnország (FIN) · Kati Sundqvist-Venäläinen · Satu Salonen · Riitta-Liisa Lassila-Roponen · Kaisa Varis | 50:45,5 13:48,5 12:44,8 12:09,3 12:02,9 |
| 8.       | Kanada (CAN) · Sara Renner · Milaine Theriault · Amanda Fortier · Beckie Scott                           | 50:49,6 13:19,8 13:39,7 12:10,7 11:39,4 |
| 9.       | Szlovénia (SLO) · Petra Majdič · Teja Gregorin · Andreja Mali · Nataša Lačen                             | 51:19,6 13:12,7 14:04,2 11:50,5 12:12,2 |
| 10.      | Japán (JPN) · Goto Kanoko · Nacumi Madoka · Fukuda Nobuko · Jokojama Szumiko                             | 51:35,7 13:35,7 13:22,9 12:27,4 12:09,7 |
| 11.      | Kazahsztán (KAZ) · Szvetlana Desevih · Jelena Antonova · Okszana Jackaja · Szvetlana Siskina-Malahova    | 51:52,2 13:53,9 13:23,2 12:04,0 12:31,1 |
| 12.      | Svédország (SWE) · Lina Andersson · Elin Ek · Jenny Olsson · Anna Dahlberg-Olsson                        | 52:40,4 14:09,6 13:37,0 12:11,5 12:42,3 |
| 13.      | Egyesült Államok (USA) · Wendy Wagner · Nina Kemppel · Barb Jones · Aelin Peterson                       | 53:23,4 14:03,4 13:49,9 12:35,2 12:54,9 |